# 브렌던 갤러웨이
브렌던 조엘 지부시소 갤러웨이(Brendan Joel Zibusiso Galloway, 1996년 3월 17일 ~ )는 잉글랜드출신의 짐바브웨 축구 선수이다. 포지션은 수비수이며, EFL 리그 원 플리머스 아가일 FC에서 활약하고 있다.